# کرار (پهپاد)
پهپاد کرار یک پهپاد چندمنظوره با موتور توربوجت است که در خدمت بسیاری از یگان‌ها و رده‌های نظامی ارتش و سپاه از جمله نیروی هوایی، نیروی دریایی، نیروی پدافند هوایی و نیروی هوافضای سپاه قرار دارد. کرار اولین تجربهٔ ایران در ساخت پهپاد با پیشرانهٔ جت و همچنین اولین پهپاد رزمی ایران با قابلیت حمل سلاح است. این پهپاد در ۳۱ مرداد ۱۳۸۹ توسط محمود احمدی‌نژاد رونمایی شد.
کرار بر اساس پهپاد هدف آمریکایی ام‌کیوام-۱۰۷ که پیش از انقلاب ۱۳۵۷ توسط ایران خریداری شده بود ساخته شده‌است و اکنون در نقش‌های مختلفی مانند حمل انواع موشک کروز و بمب، پهپاد انتحاری، رهگیر هوایی و پهپاد هدف به کار گرفته می‌شود.
در تاریخ ۶ خرداد ۱۴۰۲ دریادار شهرام ایرانی فرمانده نیروی دریایی ارتش جمهوری اسلامی ایران از نسخهٔ جدید پهپاد کرار ویژهٔ ضد زیردریایی دارای برد بسیار بلند بیش از ۱۰۰۰ کیلومتر و با قابلیت حمل اژدر مارک ۴۶ خبرداد.

## نسخه‌ها
پهپاد کرار دارای نسخه‌های رزمی متعددی است:
- پهپاد انتحاری
- پهپاد ضد زیردریایی
- پهپاد رهگیر هوایی
- پهپاد حامل موشک کروز

## مشخصات
طول: ۳.۷۵ متر
وزن: ۵۰۰ کیلوگرم
وزن تسلیحات قابل حمل: تا ۲۵۰ کیلوگرم
بیشترین سرعت: ۹۰۰ کیلومتر بر ساعت
ارتفاع: ۱.۵ متر
طول بال: ۳.۱ متر
برد عملیاتی: تا ۵۰۰ کیلومتر (بیشترین برد حدود ۱۰۰۰ کیلومتر)
سقف پروازی: ۱۰۷۰۰ تا ۱۳۱۰۰ متر

## به‌کارگیری

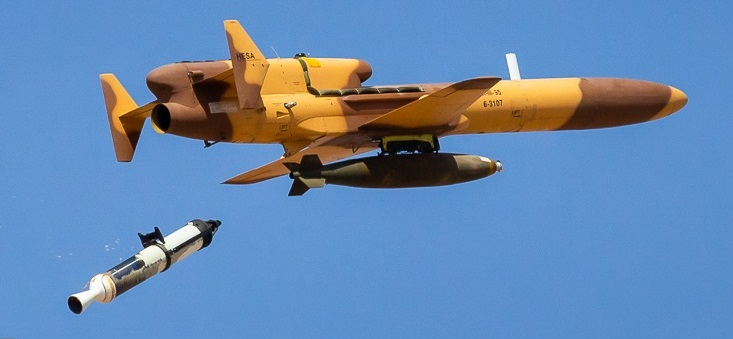

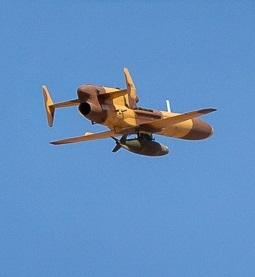

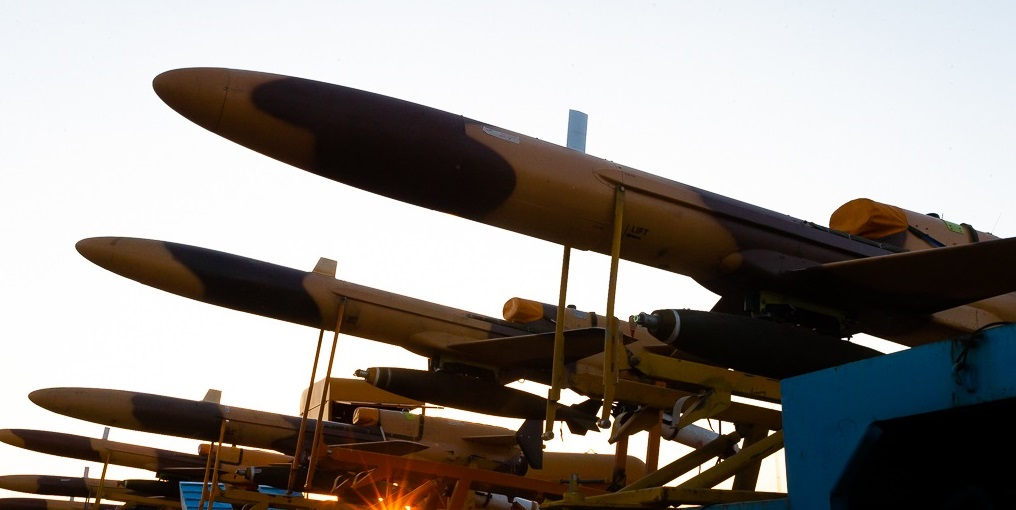

همزمان با برگزاری رزمایش ذوالفقار ارتش در تاریخ ۱۰ دی ۱۴۰۱ هواپیمای سرنشین‌دار اطلاعاتی پی-۸ پوسایدون نیروهای فرامنطقه‌ای که سعی در کاهش ارتفاع برای جمع‌آوری اطلاعات دقیق‌تر از منطقهٔ رزمایش را داشت، با شلیک یک پهپاد کرار از سوی سامانهٔ یکپارچه پدافند هوایی مجبور به ترک منطقه شد. 

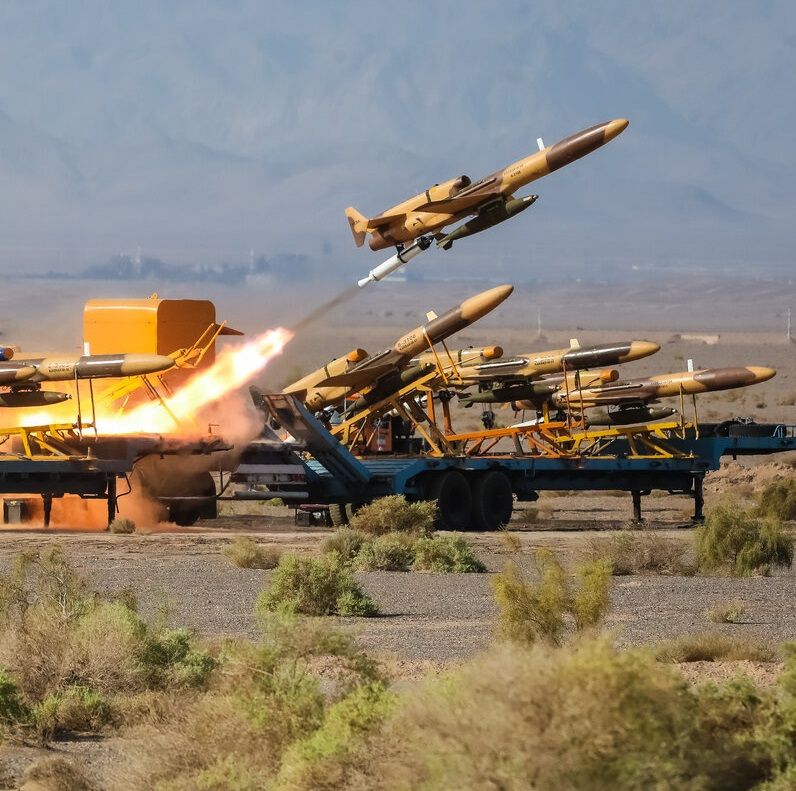